# Květoslav Růžička
Květoslav Růžička (* 25. ledna 1946 Klatovy-Luby) je český právník, profesor mezinárodního práva soukromého, práva mezinárodního obchodu a rozhodčího řízení na Právnické fakultě Univerzity Karlovy a člen tamní katedry obchodního práva. V letech 2010–2011 byl také děkanem Fakulty právnické Západočeské univerzity v Plzni.

## Kariéra
Kromě Právnické fakulty UK v Praze od roku 1995 začal taktéž učit na Fakultě právnické ZČU v Plzni a v roce 1999 se zde stal vedoucím katedry mezinárodního práva. Profesorem byl jmenován v roce 2006. Je autorem 7 monografií, autorem či spoluautorem učebnic a učebních pomůcek, napsal více než 200 odborných článků publikovaných v tuzemsku i zahraničí. Působí jako rozhodce u Rozhodčího soudu při Hospodářské komoře České republiky a Agrární komoře České republiky, Mezinárodního obchodního rozhodčího soudu v Moskvě, u řady mezinárodních rozhodčích soudů ad hoc (např. ICC v Paříži), rozhoduje mezinárodní investiční spory.
Od roku 1981 je členem České společnosti pro mezinárodní právo. Dále je členem mnoha akademických rad: vědecké rady Právnické fakulty Univerzity Karlovy, oborové rady Ústavu právní ochrany průmyslového vlastnictví Metropolitní univerzity Praha, vědecké rady Fakulty právnické Západočeské univerzity v Plzni, oborové rady Právnické fakulty Univerzity Karlovy v Praze, oborové rady pro mezinárodní právo soukromé Právnické fakulty Masarykovy univerzity v Brně, komise pro obhajoby doktorských prací v oboru mezinárodní vztahy Fakulty mezinárodních vztahů VŠE v Praze. Mezi lety 2006 a 2010 byl členem Pracovní komise pro právo a bezpečnost Akreditační komise MŠMT.

### Děkanem plzeňské právnické fakulty
V roce 2010 se rozhodl kandidovat na děkana Fakulty právnické ZČU a volby vyhrál. Přišel však v době, kdy fakulta byla po roce 2009 nedostatečně personálně vybavena a stále vnitřně rozpolcena vlivem asi největšího skandálu po roce 1989 ve vysokém školství, kdy byly na fakultě odhaleny značné nedostatky v administrativě, plagiátorství, neexistenci některých závěrečných prací a nestandardní délce studia. Profesor Růžička byl nucen postavit si celý svůj tým od nuly znovu, protože fakultu opustilo třicet akademiků spojených s předcházejícím reformním vedením. Už v prosinci 2011 na funkci děkana ze zdravotních důvodů rezignoval, mezitím se mu ale podařilo fakultu jak personálně, tak finančně stabilizovat, úspěšně byl také podán návrh na reakreditaci klíčových studijních programů.